# Cnemidophorus arizonae
Cnemidophorus arizonae är en ödleart som beskrevs av  Van Denburgh 1896. Cnemidophorus arizonae ingår i släktet Cnemidophorus och familjen tejuödlor. IUCN kategoriserar arten globalt som livskraftig. Inga underarter finns listade i Catalogue of Life.